# Ammospiza
Ammospiza és un dels gèneres d'ocells, de la família dels passerèl·lidss (Passerellidae).

## Taxonomia
Segons la classificació del Congrés Ornitològic Internacional (versió 15.1, 2025), aquest gènere conté 4 espècies:
- Ammospiza leconteii - sit pardalenc de Le Conte.
- Ammospiza maritima - sit pardalenc costaner.
- Ammospiza nelsoni - sit pardalenc de Nelson.
- Ammospiza caudacuta - sit pardalenc d'aiguamoll.